# Ilir Belliu
Ilir Belliu (1971-2001) est un poète albanais.

## Œuvres
- Vetmi me njerëz
- Murgu i muzgut, 111 poésies, Toena, Tirana, 2005  (ISBN 9994310054) (OCLC 802645553)